# 安尾琴乃
安尾 琴乃（やすお ことの、2001年10月2日 - ）は、日本の女子ラグビーユニオン選手。

## プロフィール
- 東京都出身[1]。
- ポジションはスタンドオフ(SO)、センター(CTB)。
- 身長 156cm、体重 62kg
- 女子日本代表キャップは7。（2023年9月現在）

## 略歴
2020年、都立石神井高校卒業後、東洋大学に入学。
2022年5月10日に行われた女子オーストラリア遠征女子オーストラリア代表戦にて途中出場で女子日本代表初キャップを獲得した。